# Dialeurodes heterocera
Dialeurodes heterocera là một loài côn trùng cánh nửa trong họ Aleyrodidae, phân họ Aleyrodinae.
Dialeurodes heterocera được Bondar miêu tả khoa học đầu tiên năm 1923.